# Driomenia
Driomenia is een geslacht van wormmollusken uit de  familie van de Rhopalomeniidae.

## Soort
- Driomenia pacifica Heath, 1911